# حوزه‌های انتخاباتی در ایالت‌ها و قلمروهای سرزمینی استرالیا
حوزه‌های انتخاباتی در ایالت‌ها و قلمروهای سرزمینی استرالیا (انگلیسی: Electorates of the Australian states and territories) یک حوزه انتخاباتی، حوزه رای‌دهنده در مجلس نمایندگان یا مجلس قانون‌گذاری استرالیا است. اکثر نواحی انتخاباتی (به استثنای قلمرو پایتخت استرالیا و تاسمانی) یک عضو را به پارلمان ایالتی یا قلمروی سرزمینی با استفاده از روش رای‌گیری ترجیحی معرفی می‌کنند. اندازه یک حوزه انتخاباتی ایالتی به اعمال انتخاباتی در ایالت‌های مختلف بستگی دارد و بین آنها متفاوت است. در حال حاضر ۴۰۹ حوزه انتخاباتی ایالتی در استرالیا وجود دارد.

## حوزه‌های انتخاباتی بر اساس ایالت
قلمرو پایتخی استرالیا
۵ حوزه انتخاباتی در این ایالت وجود دارد.

## ولز جنوبی جدید
۹۳ حوزه انتخاباتی در این ایالت وجود دارد.

## قلمرو شمالی
۲۵ حوزه انتخاباتی در این ایالت وجود دارد.

## کوئینزلند
۹۳ حوزه انتخاباتی در این ایالت وجود دارد.

## استرالیای جنوبی
۴۷ حوزه انتخاباتی در این ایالت وجود دارد.

## تاسمانی
۱۵ حوزه انتخاباتی در این ایالت وجود دارد.

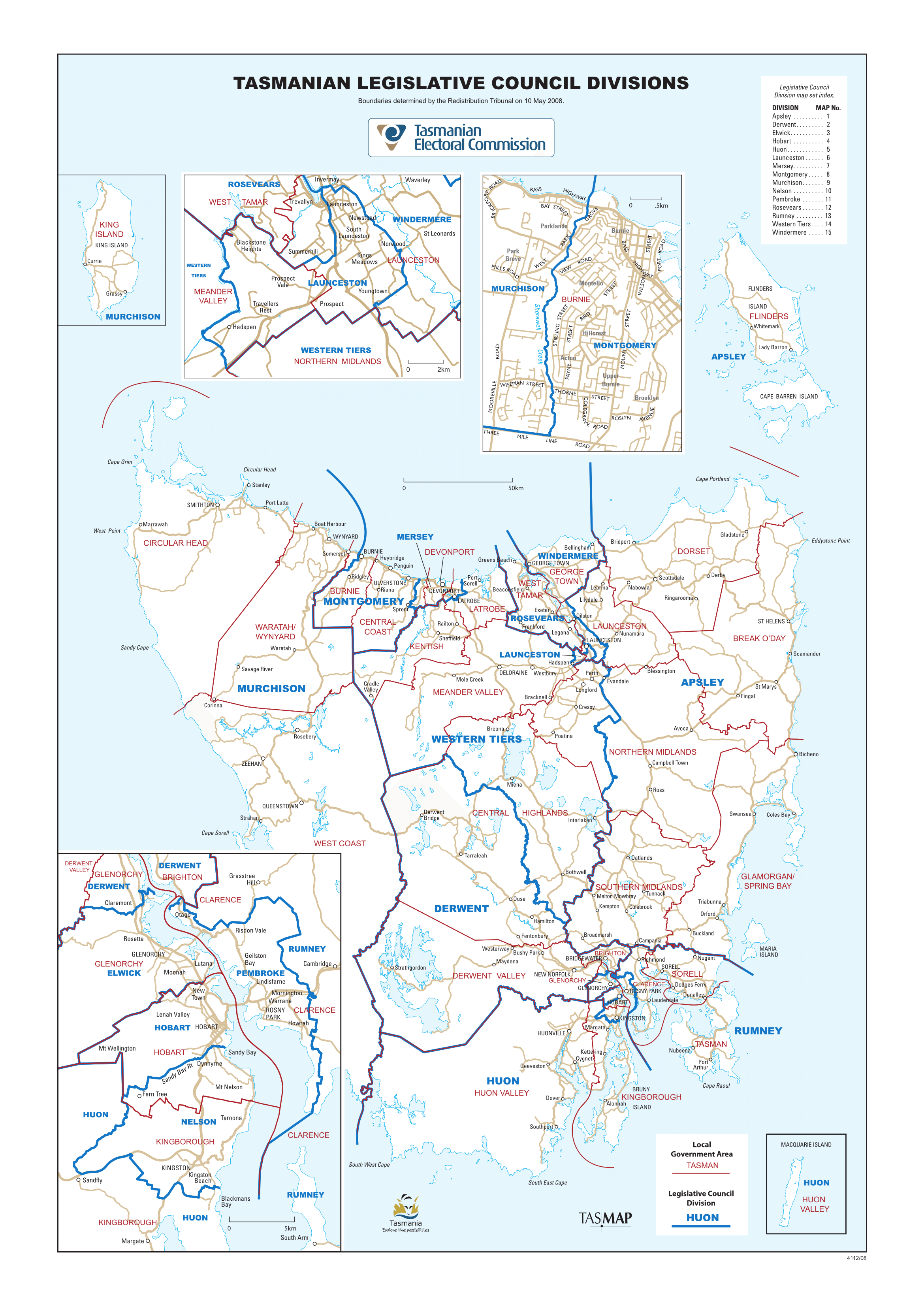
حوزه‌های انتخاباتی ایالتی در تاسمانی

## ویکتوریا
۸۸ حوزه انتخاباتی در این ایالت وجود دارد.

## استرالیای غربی
۵۹ حوزه انتخاباتی در این ایالت وجود دارد.